# 마뉘엘 드 뷔지 아 노브레가
마뉘엘 드 뷔지 아 노브레가(Manuel de Vuzi a Nóbrega, 1620년 ~ 1715년 10월 6일)는 17세기 콩고 왕국의 마니콩고이다.

## 생애
콩고 군주 알바루 3세의 서자(庶子)인 그는 왕위계승권 자체에서 멀어진 이후 상 살바도르의 왕족 종실 사저에서 요리사(料理師)로 일하다가 자신의 사가에서 군사들을 양성하여 이끌고 궁정 쿠데타(반란)를 주도하여 5촌 조카 아폰수 3세 군주를 내쫓고 보위 등극하였지만 결국 신장병을 얻게 되자 1년 후 1675년 동복 형 다니엘에게 보위 선위를 하고 퇴위하였다.
결국 이처럼 1675년 군주 보위에 물러나 상왕(上王)이 될때까지 일평생 미혼 독신이었으며 상왕궁(上王宮)에서 신장병으로 투병하다가 40년 후 1715년 10월 6일을 기하여 신장병 후유증 등으로 훙서하였다.